# Nguyễn Thành Hoàng
Nguyễn Thành Hoàng (1924), nguyên là cựu tướng lĩnh Bộ binh của Quân lực Việt Nam Cộng hòa, cấp bậc Chuẩn tướng. Ông xuất thân từ trường Võ bị Quốc gia do Chính phủ Quốc gia Việt Nam được sự hỗ trợ của Quân đội Pháp mở ra ở miền Trung Việt Nam vào thời kỳ Quân đội Quốc gia đang chuẩn bị hình thành. Ông đã tuần tự giữ từ chức vụ Trung đội trưởng cho đến Tư lệnh Sư đoàn trong Quân chủng Bộ binh của Việt Nam Cộng hòa.

## Tiểu sử & binh nghiệp
Ông sinh vào tháng 11 năm 1924 tại Sài Gòn trong một gia đình trung lưu. Năm 1946, ông tốt nghiệp Trung học Phổ thông chương trình Pháp tại Sài Gòn với văn bằng Tú tài bán phần (Part I). Sau đó ông được tuyển dụng làm Công chức cho nhà nước Bảo hộ Pháp cho đến ngày gia nhập quân đội.

### Quân đội Liên hiệp Pháp
Đầu tháng 9 năm 1949, thi hành lệnh động viên của Chính phủ Quốc gia mới hình thành, ông nhập ngũ vào Quân đội Liên hiệp Pháp, mang số quân: 44/110.290. Ông được theo học khóa 2 Quang Trung tại trường Võ bị Quốc gia Huế, khai giảng ngày 25 tháng 9 năm 1949. Ngày 24 tháng 6 năm 1950 mãn khóa tốt nghiệp với cấp bậc Thiếu úy hiện dịch. Ra trường, ông được phân bổ vào chức vụ Trung đội trưởng trong Tiểu đoàn Bộ binh Việt Nam.

### Quân đội Quốc gia Việt Nam
Năm 1952, Quân đội Quốc gia chính thức thành lập Bộ Tổng Tham và tách ra khỏi Quân đội Liên hiệp Pháp, ông được thăng cấp Trung úy và được cử giữ chức Đại đội trưởng. Thời gian này đơn vị của ông liên tục hành quân ở vùng đông bắc Bắc phần.

### Quân đội Việt Nam Cộng hòa
Cuối tháng 10 năm 1955, sau khi Chính thể nền Đệ nhất Cộng hòa hình thành, đồng thời Quân đội Quốc gia được đổi tên thành Quân đội Việt Nam Cộng hòa, chuyển sang phục cơ cấu mới, ông được thăng cấp Đại úy và giữ chức vụ Tiểu đoàn trưởng Tiểu đoàn Bộ binh. Đến đầu năm 1959, ông được thăng cấp Thiếu tá và được chỉ định làm Trung đoàn trưởng Trung đoàn 11 thuộc Sư đoàn 7 Bộ binh do Đại tá Trần Thiện Khiêm làm Tư lệnh Sư đoàn.
Cuối năm 1963, sau cuộc đảo chính Chính quyền Tổng thống Ngô Đình Diệm (ngày 1 tháng 11). Ngày 2 tháng 11 ông được thăng cấp Trung tá và giữ chức vụ Tham mưu trưởng Sư đoàn 7 Bộ binh do Đại tá Phạm Văn Đổng làm Tư lệnh Sư đoàn.
Giữa năm 1966, ông được thăng cấp Đại tá và chuyển đi làm Tư lệnh phó Sư đoàn 9 bộ binh do Chuẩn tướng Lâm Quang Thi làm Tư lệnh Sư đoàn. Tháng 6 năm 1967, ông được cử giữ chức vụ Tham mưu trưởng Quân đoàn III và Vùng 3 chiến thuật do Trung tướng Lê Nguyên Khang làm Tư lệnh Quân đoàn.
Ngày Quân lực 19 tháng 6 năm 1968, ông được thăng cấp Chuẩn tướng. Đầu tháng 7 cùng năm, ông được bổ nhiệm làm Tư lệnh Sư đoàn 7 Bộ binh thay thế Thiếu tướng Nguyễn Viết Thanh đi làm Tư lệnh Quân đoàn IV & Vùng 4 chiến thuật.
Trung tuần tháng 1 năm 1970, ông được lệnh bàn giao chức vụ Tư lệnh Sư đoàn 7 Bộ binh lại cho Đại tá Nguyễn Khoa Nam. Sau đó được cử vào chức vụ Tư lệnh phó Quân đoàn II và Vùng 2 chiến thuật do Trung tướng Lữ Lan làm Tư lệnh Quân đoàn.
Đầu năm 1974, ông được bổ nhiệm chức vụ Chánh Thanh tra Quân đoàn II và Quân khu 2 do Trung tướng Nguyễn Văn Toàn làm Tư lệnh Quân đoàn. Tháng 4 cùng năm ông được xét cho giải ngũ với lý do đã phục vụ quân đội trên 20 năm.

## 1975
Đêm 29 tháng 4, ông cùng gia đình di tản ra khơi trên Tuần Dương hạm HQ-601 do Hải quân Đại úy Trần Minh Chánh. làm Hạm trưởng.
Sau đó, gia đình ông định cư ở nước ngoài.

## Gia đình
- Phu nhân: Bà Sử Thị Liên